# توماس دبليو. تومسون
توماس دبليو. تومسون (بالإنجليزية: Thomas W. Thompson)‏ هو محامي وسياسي أمريكي، ولد في 15 مارس 1766 في بوسطن في الولايات المتحدة، وتوفي في 1 أكتوبر 1821 في كونكورد في الولايات المتحدة. حزبياً، نشط في الحزب الفيدرالي الأمريكي. وقد انتخب عضو مجلس النواب الأمريكي وانتخب عضو مجلس الشيوخ الأمريكي.